# Emathis makilingensis
Emathis makilingensis là một loài nhện trong họ Salticidae.
Loài này thuộc chi Emathis. Emathis makilingensis được Alberto Barrion & James A. Litsinger miêu tả năm 1995.